# Leopold Hasner von Artha
Leopold Hasner Ritter von Artha (* 15. März 1818 in Prag; † 5. Juni 1891 in Ischl-Kaltenbach) war ein böhmisch-österreichischer liberaler Politiker, Jurist und Nationalökonom. Er war von 1863 bis 1865 Präsident des Abgeordnetenhauses im österreichischen Reichsrat, von 1867 bis 1870 Minister für Kultus und Unterricht und von Februar bis April 1870 Ministerpräsident von Cisleithanien (der österreichischen Reichshälfte der Habsburgermonarchie).

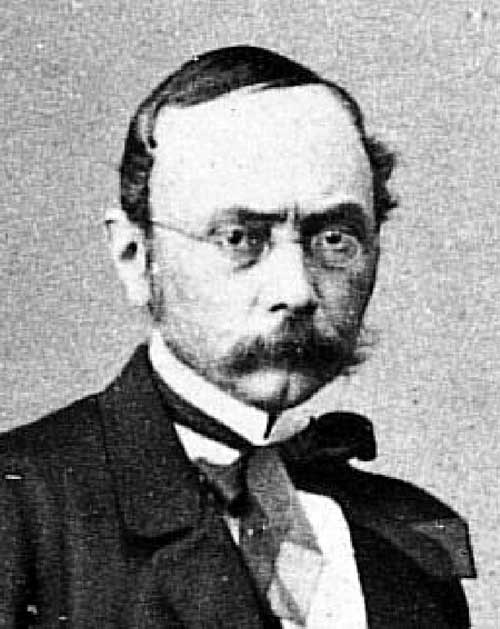
Leopold Hasner von Artha

## Leben

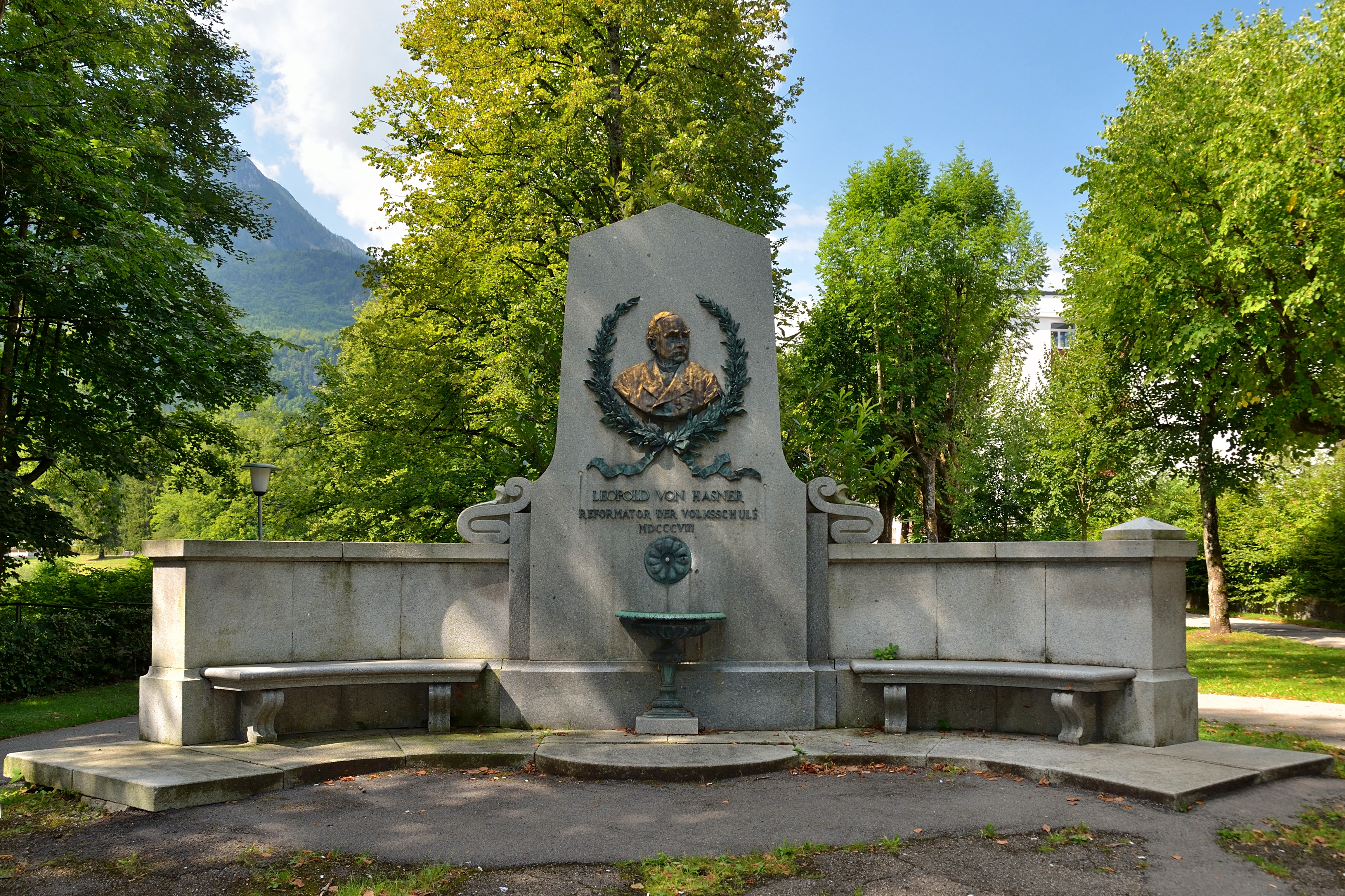
Denkmal in Bad Ischl

Leopold Hasner Ritter von Artha war der Sohn des Prager Juristen und Staatsbeamten Leopold Hasner (1788–1864), der 1836 den erblichen österreichischen Adelsstand und 1854 – infolge der Verleihung des Ritterkreuzes des Leopold-Ordens – den erblichen österreichischen Ritterstand erhalten hatte. Dessen anderer Sohn war der Ophthalmologe Joseph Hasner von Artha. Nach Besuch des Akademischen Gymnasiums in Prag und zwei philosophischen Jahrgängen studierte Leopold Hasner von Artha junior in seiner Heimatstadt Rechtswissenschaft, wurde 1842 in Wien promoviert und war bis 1848 bei der Hofkammerprokuratur angestellt. 1848 war er Redakteur der offiziellen Prager Zeitung, ab 1849 lehrte er als außerordentlicher Professor der Rechtsphilosophie und ab 1851 als ordentlicher Professor der politischen Wissenschaften (einschließlich Nationalökonomie) an der Universität Prag.
Hasner gehörte mit seinem Freund Gustav Biedermann zu den wichtigsten Vertretern der Hegelschen Schule in Österreich, in deren Geist er Grundlinien der Philosophie des Rechts und seiner Geschichte und außer zahlreichen juristischen und kunstkritischen Journalaufsätzen auch ein System der politischen Ökonomie verfasste, von dem bis 1888 nur der erste Teil erschienen ist.
Seit 1861 war Hasner im parlamentarischen Leben tätig als Mitglied des böhmischen Landtags sowie des Abgeordnetenhauses im Reichsrat, wo er in der I. Legislaturperiode bis 1865 die Stadt Prag vertrat. Gleich in seiner ersten Sitzung des Abgeordnetenhauses trat er dem Leiter des Hauses, Franz von Hein, als Vizepräsident zur Seite, und nachdem dieser Justizminister geworden war, übernahm er im Juni 1863 statt diesem das Präsidium des Abgeordnetenhauses.
Seit Juni 1863 stand er an der Spitze des Unterrichtsrats, einer Einrichtung von kurzer Dauer. Nach dem Ende seines Abgeordnetenmandates nahm er im Jahr 1865 als Professor der politischen Ökonomie an der Universität Wien seine Lehrtätigkeit wieder auf und wurde gleichzeitig zum Hofrat ernannt. Im April 1867 wurde er zum lebenslangen Mitglied des Herrenhauses ernannt.
Mit den Verhältnissen des öffentlichen Unterrichts besonders vertraut, übernahm er – nach dem österreichisch-ungarischen Ausgleich und dem Inkrafttreten der Dezemberverfassung 1867 – in dem Kabinett des Fürsten Karl Wilhelm Philipp von Auersperg (dem „Bürgerministerium“) am 30. Dezember 1867 die Leitung des Ministeriums für Kultus und Unterricht für Cisleithanien (bis 1. Februar 1870). In dieser Stellung richtete er sein Hauptbestreben auf die Schaffung eines Volksschulgesetzes, welches trotz des Widerstandes des österreichischen Episkopats durchgeführt wurde. Einige wesentliche Grundlagen des modernen Bildungssystems, das er geschaffen hat, waren 1868/69 die Unabhängigkeit des Unterrichts von Kirchen und Religionsgemeinschaften, die Einführung der Realschule als vollwertiger Mittelschule ohne Latein, die Schaffung des Reichsvolksschulgesetzes mit konfessionsübergreifendem Gemeinschaftsunterricht sowie die Eröffnung der medizinischen Fakultät an der Universität Innsbruck.
Im Konflikt, der zwischen den Mitgliedern des Ministeriums Taaffe ausgebrochen war, gehörte Hasner der zentralistischen Mehrheit an, und nach dem Austritt der Minorität fungierte er vom 1. Februar bis 4. April 1870 (Rücktritt) bzw. 12. April 1870 (Enthebung) als k.k. Ministerpräsident.
Der Katholik Hasner war ab 1847 mit Antonie (Toni) Gail verheiratet, die ab ca. 1880 als geisteskrank galt. Das Paar hatte einen Sohn und eine Tochter, beide starben noch vor dem Vater.

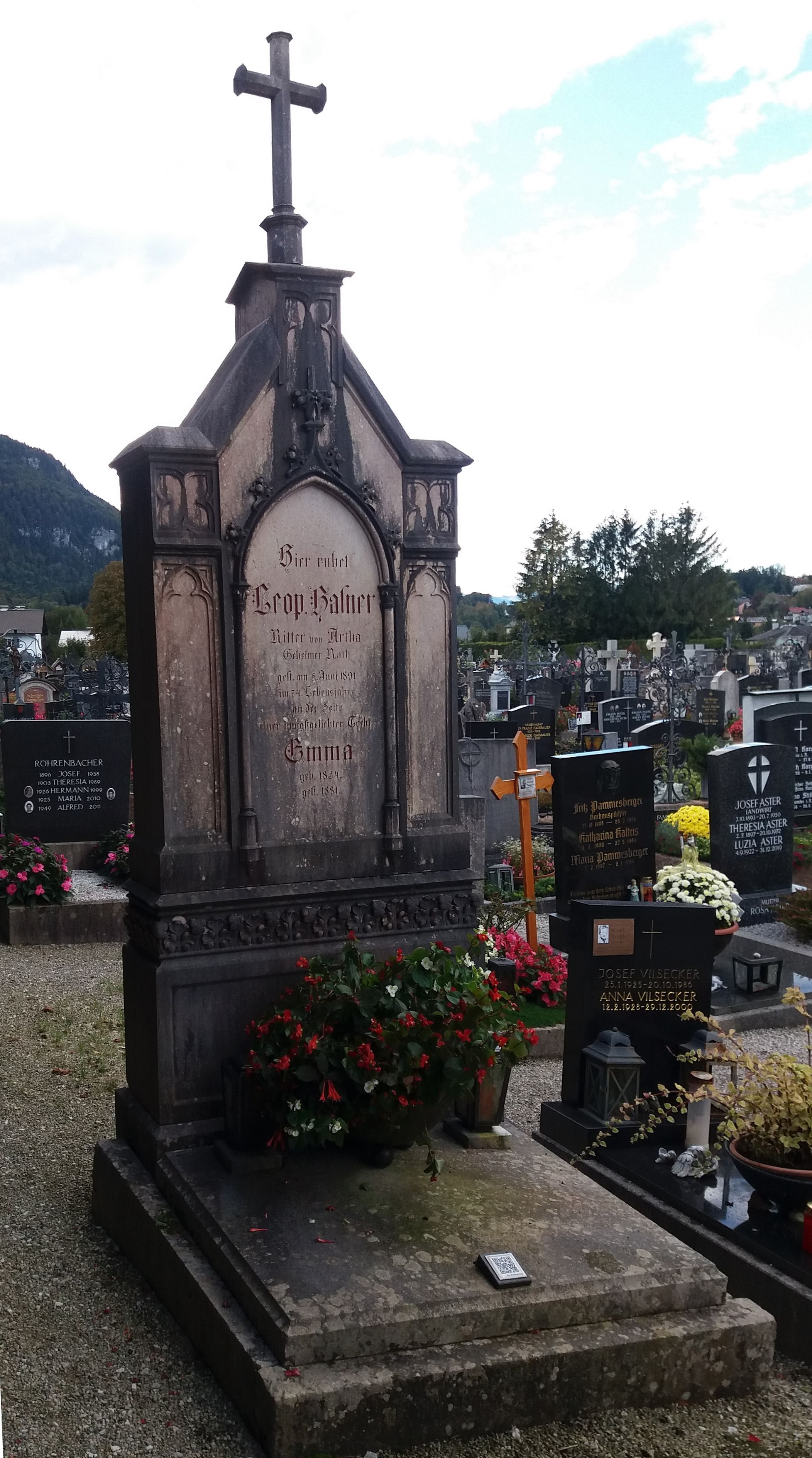
Grab auf dem Friedhof Bad Ischl

In Österreich sind einige Verkehrsflächen nach dem Politiker benannt, in Linz-Waldegg die Hasnerstraße (vormals Leopold-Hasner-Straße), in Graz (Bezirk Geidorf) der Hasnerplatz, an dessen Südseite die Pädagogische Hochschule Steiermark (erbaut 1909 als Lehrer- und Lehrerinnen-Bildungsanstalt) steht und in Wien-Ottakring (16. Bezirk) die Hasnerstraße.